# 왼편 마지막 집 (1972년 영화)
《왼편 마지막 집》(영어: The Last House on the Left)은 1972년 개봉한 미국의 엑스플로이테이션 공포 영화이다. 웨스 크레이븐의 감독 데뷔작이며 각본 역시 크레이븐이 맡았다. 영화의 줄거리는 잉마르 베리만 감독의 1960년 영화 《처녀의 샘》에서 영감을 받아 쓰였다.
2009년 동명의 리메이크 영화가 개봉하였다.